# Goodbye (Shelter)
Goodbye (Shelter) ist ein Lied der serbischen Sängerin Sanja Vučić. Mit dem Lied vertrat sie am 14. Mai 2016 Serbien beim 61. Eurovision Song Contest in Stockholm.

## Hintergrund
Das Lied wurde von Ivana Peters verfasst und am 12. März 2016 auf dem offiziellen YouTube-Kanal des Eurovision Song Contests inklusive eines Musikvideos veröffentlicht. Die Sängerin ist im zweiten Halbfinale des Wettbewerbes mit der Startnummer 6 angetreten. Im Finale erreichte sie einen 18. Platz. 

## Inhalt
Inhaltlich richtet sich das Lied an die häusliche Gewalt an Frauen. Aus der Sicht einer Betroffenen wird der ständige Kampf zwischen der Ausweglosigkeit und der Hoffnung beschrieben, dass man sich endlich aus der gewaltsamen Beziehung befreien kann.